# Daniel Mertz Kane
Daniel Mertz Kane (Madison, Wisconsin, 1986) é um matemático estadunidense. É atualmente professor associado do Departamento de Matemática e Ciência da Computação e do Departamento de Engenharia da Universidade da Califórnia em San Diego.

## Formação e carreira
Kane nasceu em Madison, Wisconsin, filho de Janet E. Mertz e Jonathan M. Kane, professores de oncologia e de matemática e ciência da computação, respectivamente.
Graduado no Instituto de Tecnologia de Massachusetts (MIT) em 2007 com dois diplomas de bacharelado, um em matemática com ciência da computação e outro em física. Enquanto estava no MIT Kane foi uma das quatro pessoas desde 2003 (e uma das oito na história da competição) a ser nomeado quatro vezes Putnam Fellow na William Lowell Putnam Mathematical Competition. Recebeu o Prêmio Morgan de 2007 e competiu como parte da equipe do MIT quatro vezes no Mathematical Contest in Modeling, obtendo a pontuação mais alta três vezes e ganhando o Prêmio Ben Fusaro em 2004, Prêmio INFORMS em 2006, e Prêmio SIAM em 2007.
Kane obteve um doutorado em matemática pela Universidade Harvard, orientado por Barry Mazur, com a tese On Elliptic Curves, the ABC Conjecture, and Polynomial Threshold Functions.